# 1705 na literatura

## Nascimentos
| Data      | Nome                  | Profissão                | Nacionalidade | Observações | Ref |
| --------- | --------------------- | ------------------------ | ------------- | ----------- | --- |
| 8 de maio | António José da Silva | dramaturgo e um escritor | Portugal      | m. 1739     |     |

## Mortes
| Data          | Nome                     | Profissão                    | Nacionalidade | Observações     | Ref |
| ------------- | ------------------------ | ---------------------------- | ------------- | --------------- | --- |
| 4 de Janeiro  | Marie-Catherine d'Aulnoy | escritora                    | França        | n. 1650 ou 1651 |     |
| 17 de Outubro | Ninon de Lenclos         | escritora e patrona de artes | França        | n. 1620         |     |